# Недялка Ангелова
Недялка Боянова Ангелова е българска лекоатлетка, състезателка по модерен петобой, заслужил майстор на спорта по лека атлетика (1972).

## Биография
Родена е в Кюстендил. Завършва ВМЕИ „Ленин“ (1972). С лека атлетика започва да се занимава в родния си град при заслужилия треньор Св. Джумалиев.
Многократна републиканска шампионка и рекордьорка за жени в дисциплините модерен петобой и 100 м. бягане с препятствия (1968 – 1973). Балканска шампионка на петобой (1969, 1970, 1972), световна студентска вицешампионка в Торино, Италия (1970), VI място на ХХ олимпийски игри в Мюнхен, Германия (1972).
Удостоена е със званието „Почетен гражданин на Кюстендил“ през 1972 г.